# AMC Hornet
AMC Hornet — компактний автомобіль, який вироблявся та продавався American Motors Corporation (AMC) з 1970 по 1977 рік — у дво- та чотиридверних конфігураціях седан, універсал та хетчбек-купе. Hornet замінив компактну американську лінійку Rambler, ознаменувавши кінець марки Rambler на американському та канадському ринках.
Hornet продавалися на зовнішніх ринках і збиралися за ліцензійними угодами між AMC — наприклад, Vehículos Automotores Mexicanos (VAM), Australian Motor Industries (AMI) та Toyota S.A. Ltd. у Південній Африці.
Hornet став важливим для автовиробника, будучи лідером продажів під час його виробництва, а також автомобільною платформою, яка обслуговує компанію в різних формах протягом 1988 модельного року. Представлена в 1969 році, AMC отримала високу віддачу від своїх інвестицій у розвиток Hornet. Платформа стала основою для субкомпактного AMC Gremlin, розкішного компактного Concord, ліфтбека і седана Spirit, а також інноваційного повнопривідного AMC Eagle. Він конкурував з Chevrolet Nova, Ford Maverick і Plymouth Valiant.
AMC Hornet слугував експериментальною платформою для альтернативного палива та інших автомобільних технологій. Агітація Hornet проводилася в різних автоспортивних подіях за певної корпоративної підтримки. Модель хетчбек також знялася у виняткових трюках у фільмі про Джеймса Бонда 1974 року: Людина з золотим пістолетом.